# Pamela Reed
Pamela Reed (n. 2 aprilie 1949, Tacoma, Washington, SUA) este o actriță americană. Ea este cel mai cunoscută pentru rolul partenerei lui Kimble (Arnold Schwarzenegger) în filmul din 1990 Polițist de grădiniță și ca  Gail Green în Jericho. Ea a interpretat rolul Marlene Griggs-Knope în sitcom-ul NBC Parks and Recreation (2009-2015). Ea este, de asemenea, bine cunoscută ca soția exasperată din Bean (1997).

## Filmografie

### Film
| An   | Titlu                     | Rol                    | Ref    | Note        |
| ---- | ------------------------- | ---------------------- | ------ | ----------- |
| 1980 | Banda fraților James      | Belle Starr            | [ 4 ]  |             |
| 1980 | Melvin and Howard         | Bonnie Dummar          | [ 5 ]  |             |
| 1981 | Eyewitness                | Linda Mercer           | [ 6 ]  |             |
| 1982 | Young Doctors in Love     | Nurse Norine Sprockett | [ 7 ]  |             |
| 1983 | The Right Stuff           | Trudy Cooper           | [ 8 ]  |             |
| 1984 | The Goodbye People        | Nancie Scot            |        |             |
| 1986 | The Clan of the Cave Bear | Iza                    |        |             |
| 1986 | The Best of Times         | Gigi Hightower         | [ 9 ]  |             |
| 1987 | Rachel River              | Mary Graving           |        |             |
| 1989 | Chattahoochee             | Earlene                | [ 10 ] |             |
| 1990 | Redlands                  | Maude                  |        | Scurtmetraj |
| 1990 | Cadillac Man              | Tina                   | [ 11 ] |             |
| 1990 | Kindergarten Cop          | Det. Phoebe O'Hara     | [ 12 ] |             |
| 1992 | Passed Away               | Terry Scanlan Pinter   |        |             |
| 1992 | Bob Roberts               | Carol Cruise           |        |             |
| 1994 | Junior                    | Angela                 |        |             |
| 1995 | Deadly Whispers           | Carol Acton            |        |             |
| 1997 | Santa Fe                  | Nancy Vigil            |        |             |
| 1997 | Bean                      | Alison Langley         |        |             |
| 1998 | Why Do Fools Fall in Love | Judge Lambrey          |        |             |
| 1999 | Standing on Fishes        | Janice                 |        |             |
| 2000 | Proof of Life             | Janis Goodman          |        |             |
| 2005 | Life of the Party         | Evelyn                 |        |             |
| 2016 | Savannah Sunrise          | Loraine                |        |             |
| 2017 | Outside In                | Aunt Bette             |        |             |
| 2018 | The Long Dumb Road        | Dotty                  |        |             |
| 2020 | Language Arts             | Sister Giorgia         |        |             |

### Televiziune
| An           | Titlu                                    | Rol                     | Note                                                                                                  |
| ------------ | ---------------------------------------- | ----------------------- | --- |
| 1976         | Spencer's Pilots                         | Susan                   | Episodul: "The Hitchhiker"                                                                            |
| 1977         | The Andros Targets                       | Sandi Farrell           | Rol principal                                                                                         |
| 1978         | All's Well That Ends Well                | Helena                  | Film TV                                                                                               |
| 1981         | Inmates: A Love Story                    | Sunny                   | Film TV                                                                                               |
| 1983         | The Mississippi                          | Paige                   | Episodul: "Beyond a Reasonable Doubt"                                                                 |
| 1983         | I Want to Live                           | Edie Bannister          | Film TV                                                                                               |
| 1983         | Heart of Steel                           | Valerie                 | Film TV                                                                                               |
| 1985         | Scandal Sheet                            | Helen Grant             | Film TV                                                                                               |
| 1988         | Hemingway                                | Mary Welsh              | miniserial TV                                                                                         |
| 1988         | Tanner '88                               | T.J. Cavanaugh          | miniserial TV                                                                                         |
| 1988         | L.A. Law                                 | Norma Heisler           | Episodul: "Romancing the Drone"                                                                       |
| 1990         | Grand                                    | Janice Pasetti          | Rol principal                                                                                         |
| 1990         | Caroline?                                | Grace Carmichael        | Film TV                                                                                               |
| 1990         | The Civil War                            | Various (voice)         | miniserial TV documentar                                                                              |
| 1992         | Woman with a Past                        | Dee Johnson             | Film TV                                                                                               |
| 1992–present | The Simpsons                             | Ruth Powers (voice)     | Episodul: "New Kid on the Block", "Marge on the Lam", "The Strong Arms of the Ma", "The Wayz We Were" |
| 1993         | Born Too Soon                            | Elizabeth Mehren        | Film TV                                                                                               |
| 1993         | Family Album                             | Denise Lerner           | miniserial TV                                                                                         |
| 1995         | Deadly Whispers                          | Carol Acton             | Film TV                                                                                               |
| 1995         | Buford's Got a Gun                       | Laurie                  | Film TV                                                                                               |
| 1995–96      | The Home Court                           | Judge Sydney J. Solomon | Rol principal                                                                                         |
| 1996         | The Man Next Door                        | Wanda Gilmore           | Film TV                                                                                               |
| 1996         | Critical Choices                         | Arlene                  | Film TV                                                                                               |
| 1998         | Carriers                                 | Holly Parker            | Film TV                                                                                               |
| 2001         | The Kennedys                             | Pamela Kennedy          | Film TV                                                                                               |
| 2003         | Book of Days                             | Grady                   | Film TV                                                                                               |
| 2003         | Judging Amy                              | Sarah                   | Episodul: "Shock and Awe"                                                                             |
| 2004         | Tanner on Tanner                         | T.J. Cavanaugh          | miniserial TV                                                                                         |
| 2004         | JAG                                      | Major General Willsey   | Episodul: "Whole New Ball Game"                                                                       |
| 2005         | Dynasty: The Making of a Guilty Pleasure | Esther Shapiro          | Film TV                                                                                               |
| 2005         | Jane Doe: Now You See It, Now You Don't  | Fran Henkel             | Film TV                                                                                               |
| 2006         | Pepper Dennis                            | Lynn Dinkle             | Rol secundar                                                                                          |
| 2006–08      | Jericho                                  | Gail Green              | Rol secundar                                                                                          |
| 2008         | Eli Stone                                | Mrs. Stone              | Episodul: "Pilot", "Heartbeat"                                                                        |
| 2009         | The Beast                                | Asst. Dir. Ida Paulson  | Episodul: "Counterfeit", "No Turning Back"                                                            |
| 2009–11      | United States of Tara                    | Beverly Craine          | Rol secundar                                                                                          |
| 2009–12      | Parks and Recreation                     | Marlene Griggs-Knope    | Rol secundar                                                                                          |
| 2010         | Proposition 8 Trial Re-Enactment         | Dr. M. V. Lee Badgett   | serial TV documentar                                                                                  |
| 2010         | Grey's Anatomy                           | Mrs. Banks              | Episodul: "Valentine's Day Massacre"                                                                  |
| 2011–12      | CSI: Crime Scene Investigation           | Donna Hoppe             | Episodul: "Genetic Disorder", "Risky Business Class"                                                  |
| 2012         | Perception                               | Mrs. Penderhalt         | Episodul: "86'd"                                                                                      |
| 2014         | Criminal Minds                           | Mary Bidwell            | Episodul: "Boxed In"                                                                                  |
| 2015–present | NCIS: Los Angeles                        | Roberta Deeks           | Rol secundar                                                                                          |